# Учитель, Александр Давидович
Александр Давидович Учитель (род. 25 февраля 1938, Кривой Рог, Днепропетровская область) — советский и украинский учёный-металлург, педагог. Доктор технических наук (1992), профессор (1994), академик Подъёмно-транспортной академии наук Украины. Лауреат Государственной премии Украины в области науки и техники (2007).

## Биография
Родился 25 февраля 1938 года в городе Кривой Рог Днепропетровской области.
В 1960 году окончил энергомеханический факультет Криворожского горнорудного института, получив квалификацию горного инженера-электромеханика.
С 1960 года — слесарь фабрики НКГОКа.
В 1961—1970 годах — инженер, руководитель группы ВНИПИрудмаш.
С 1970 года — доцент, заведующий кафедрой технической механики, электромеханики и оборудования металлургических заводов, декан Криворожского факультета Днепропетровского металлургического института.
С 2003 года — председатель совета, проректор криворожского филиала Национальной металлургической академии Украины, декан Государственного института подготовки и переподготовки кадров промышленности.
В 2002—2007 годах — член исполнительного комитета Криворожского городского совета.

## Научная деятельность
Специалист в области горно-металлургического оборудования. Автор более 360 научных работ, среди которых более 210 авторских свидетельств СССР, патентов Украины, США, Германии и других стран, 2 монографий.
Участник ВДНХ СССР, международных конгрессов.
Научный руководитель ряда научно-исследовательских работ, член специализированных научных советов. Руководитель секции «Качество образования» ежегодной международной конференции «Стратегия качества в промышленности и образовании» (Варна, Болгария). Руководитель и научный консультант соискателей учёной степени кандидата и доктора технических наук, под руководством подготовлено доктора и ряд кандидатов технических наук.
Под руководством и при непосредственном участии создано научное направление «Использование вибротехники для интенсификации технологических процессов в металлургии», которое в 1971—2008 годах позволило внедрить в производство ряд металлургических машин для подготовки и сортировки шихтовых материалов на Криворожстали, Запорожстали, Енакиевском металлургическом комбинате, ЦГОКе, СевГОКе, Криворожском и Запорожском железорудных комбинатах и других.

### Научные труды
- Качество минерального сырья / А. А. Азарян, В. А. Колосов, Л. А. Ломовцев, А. Д. Учитель. — Кривой Рог: Минерал, 2001. — 201 с.

## Награды
- Государственная премия Украины в области науки и техники (10 декабря 2007) — за разработку научных основ и создание комплекса энерго- и ресурсосберегающих технологий и оборудования для получения железорудного сырья, что обеспечивает высокую эффективность производства металлов[2]:
- Заслуженный работник народного образования Украины (1999)[1];
- Премия имени З. И. Некрасова президиума Национальной академии наук Украины (1999)[1] — за цикл работ совместно с Институтом чёрной металлургии «Разработка теоретических основ управления распределением шихты и газов, усовершенствование технологии и оборудования современных доменных печей»;
- Нагрудный знак «Пётр Могила» Министерства образования и науки Украины (2008);
- Знак «За заслуги перед городом» (Кривой Рог) 1—3-й степеней[3];
- Знак «Благодарность председателя облсовета», «За заслуги в развитии профессионального обучения»;
- Дипломом лауреата городского конкурса «Лучший человек Кривбасса 2005» в номинации «Лучший деятель образования Кривого Рога»;
- Победитель регионального конкурса «Светоч Приднепровья - 2013» в номинации «Лучший деятель науки Приднепровья»;
- Премия Комсомола Кривбасса (1970)[1].